# الیگانی (کنتاکی)
الیگانی، کنتاکی (به انگلیسی: Allegheny, Kentucky) یک منطقهٔ مسکونی در ایالات متحده آمریکا است که در کنتاکی واقع شده‌است.

## خصوصیات
الیگانی ۴۳۰٫۹۹ متر بالاتر از سطح دریا واقع شده‌است.